# Gulkhar Hasanova
Gulkhar Hasanova (en azerí: Gülxar Həsənova; Şəmkir, 10 de diciembre de 1918 – Bakú, 2 de abril de 2005) fue una cantante de ópera, actriz de teatro y de cine de Azerbaiyán, Artista del Pueblo de la RSS de Azerbaiyán.

## Biografía
Gulkhar Hasanova nació el 10 de diciembre de 1918 en Şəmkir. En 1935-1937 estudió en el Colegio de Teatro de Bakú. En 1959 se graduó de la Universidad Estatal de Bakú. Comenzó su carrera Teatro Estatal de Espectadores Jóvenes de Azerbaiyán 1936. Fue admitida en el Teatro de Ópera y Ballet Académico Estatal de Azerbaiyán en 1942 con la ayuda de Uzeyir Hajibeyov. Trabajó en este teatro el resto de su carrera. Gulkhar Hasanova recibió el título “Artista del Pueblo de la RSS de Azerbaiyán” en 1982. También fue galardonada con la “Orden Shohrat”.
Gulkhar Hasanova murió el 30 de marzo de 2005 en Bakú y fue enterrado en el Segundo Callejón de Honor.

## Premios y títulos
- Orden de la Insignia de Honor (1959)
- Artista del Pueblo de la RSS de Azerbaiyán (1982)
- Orden Shohrat